# Karczmarski Przechód
Karczmarski Przechód (ok. 1660 m) – płytkie wcięcie w północno-zachodniej grani Ciemniaka w polskich Tatrach Zachodnich. Znajduje się na zachodnich, opadających do Doliny Kościeliskiej stokach Upłaziańskiej Kopy i oddziela Rówień nad Karczmą od Zdziarów. Spod Karczmarskiego Przechodu opada Karczmarski Żleb będący prawą odnogą Pisaniarskiego Żlebu.
Karczmarski Przechód wycięty jest w wybitnie białych skałach węglanowych. Jego nazwa pochodzi od pobliskiego miejsca zwanego Karczmą, w którym znajdują się źródełka wody. Najłatwiejsze dojście do Karczmarskiego Przechodu prowadzi z Równi nad Piecem.